# Reichenbachia kapones
Reichenbachia kapones är en skalbaggsart som beskrevs av Albert A. Grigarick och Schuster 1967. Reichenbachia kapones ingår i släktet Reichenbachia och familjen kortvingar. Inga underarter finns listade i Catalogue of Life.